# Orasema nirupama
Orasema nirupama is een vliesvleugelig insect uit de familie Eucharitidae. De wetenschappelijke naam is voor het eerst geldig gepubliceerd in 2007 door Girish Kumar & Narendran.